# تخم‌ها به دیوار (فیلم)
«تخم‌ها به دیوار» (انگلیسی: Balls to the Wall) فیلمی آمریکایی در سبک کمدی به کارگردانی پنلوپه اسفیریس است که در سال ۲۰۱۱ منتشر شد. از بازیگران آن می‌توان به جینا دوان و کالین کمپ اشاره کرد.